# Athysanus argentarius
Athysanus argentarius är en insektsart som beskrevs av Metcalf 1955. Athysanus argentarius ingår i släktet Athysanus och familjen dvärgstritar. Arten är reproducerande i Sverige. Inga underarter finns listade i Catalogue of Life.

## Bildgalleri

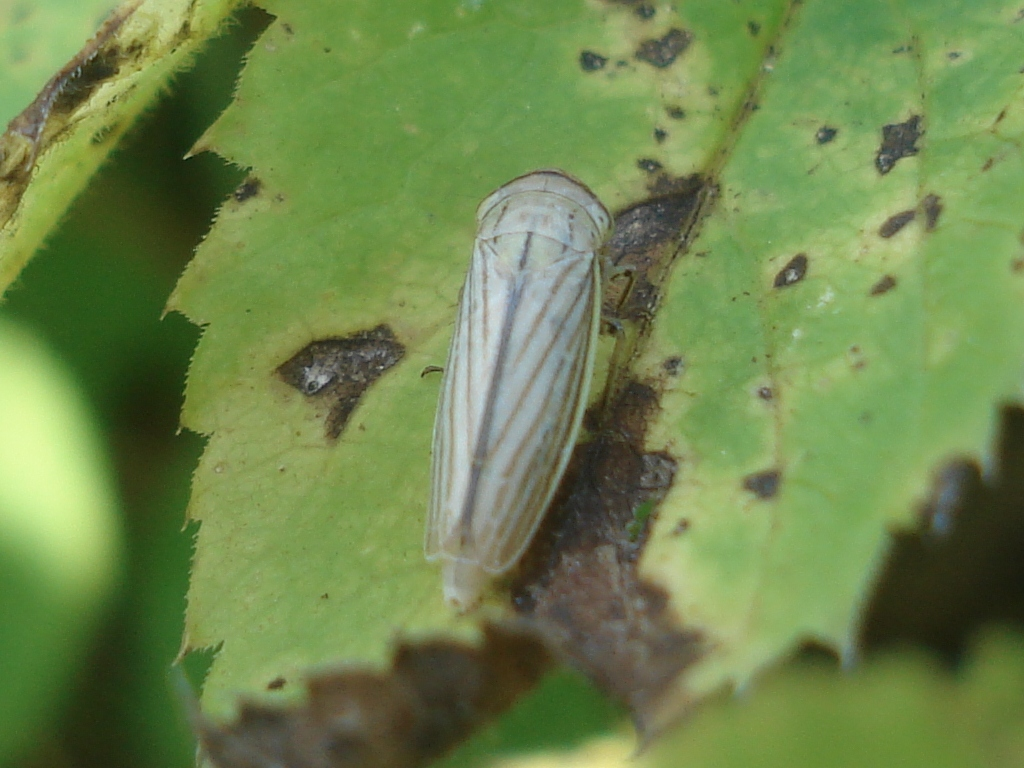
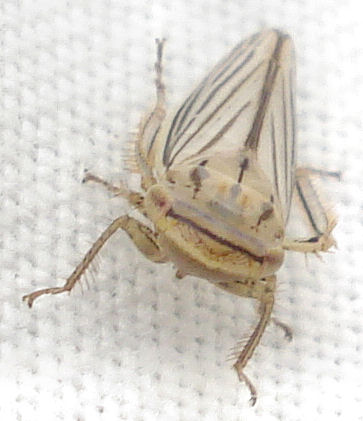
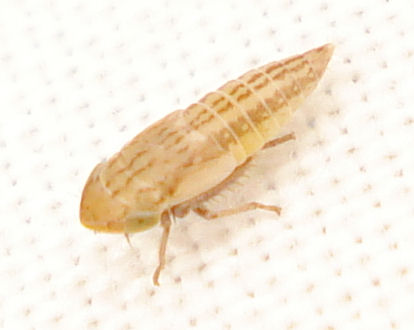
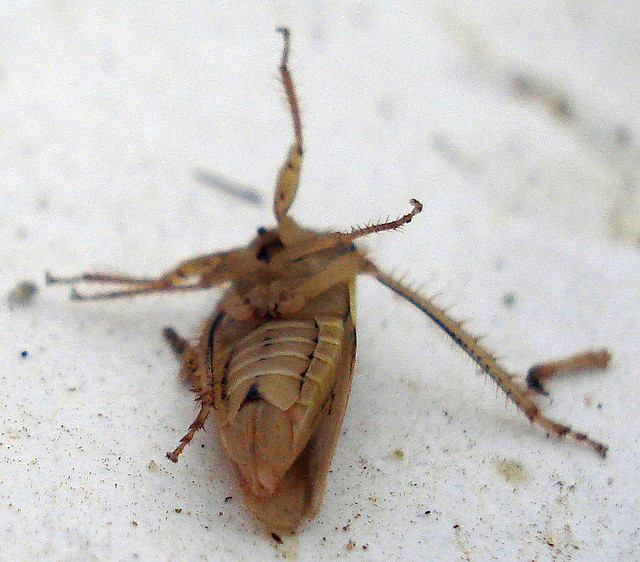
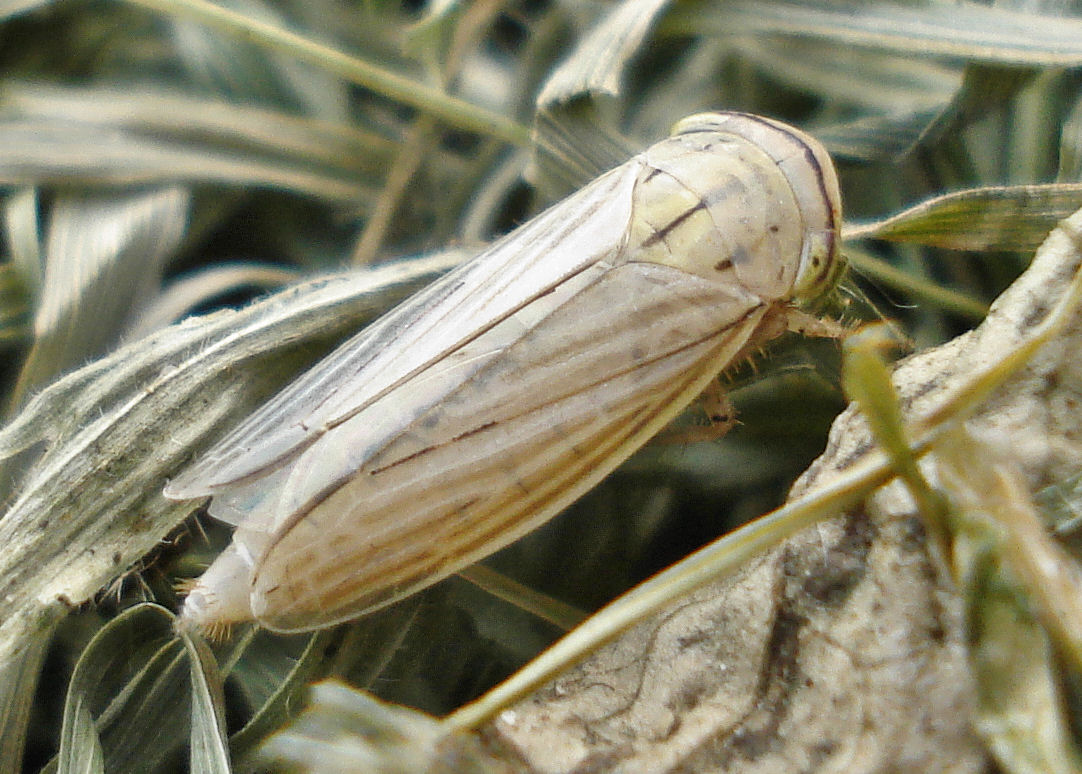